# Canal de l'ancien Vaasa
Le canal de l'ancien Vaasa (finnois : Vanhan Vaasan kanava) est un canal situé à Vaasa en Finlande,.

## Description
L'ancien canal de Vaasa est un canal ouvert d'environ 4,5 kilomètres de long à Vaasa.   
Il a été creusé en 1839-1845 pour relier Vanha Vaasa au port de Vaasa quand l'ancien port était devenu impraticable en conséquence du rebond post-glaciaire.
Le canal a perdu son importance après l'incendie de Vaasa en 1852, lorsque la ville a été déplacée de Vanha Vaasa  à son emplacement actuel.
Cependant, l'ancien canal de Vaasa a été dragué à plusieurs reprises, le plus récemment en 2009-2011, de sorte qu'il peut encore être utilisé pour le canoë aujourd'hui,,.